# Ośrodek Badań nad Totalitaryzmami im. Witolda Pileckiego
Ośrodek Badań nad Totalitaryzmami im. Witolda Pileckiego – polska państwowa instytucja kultury podległa Ministerstwu Kultury i Dziedzictwa Narodowego, powołana 29 kwietnia 2016 z inicjatywy wiceminister Magdaleny Gawin. Ustawa z dnia 20 lipca 2018 r. o zmianie ustawy o Instytucie Solidarności i Męstwa oraz niektórych innych ustaw spowodowała wchłonięcie Ośrodka Badań nad Totalitaryzmami im. Witolda Pileckiego przez Instytut Solidarności i Męstwa. Weszła ona w życie 29 sierpnia 2018 z wyjątkiem dwóch przepisów, które weszły w życie 15 sierpnia 2018.

## Przedmiot działania
Celem działalności Ośrodka jest:
- badanie, popularyzacja, dokumentowanie i poszerzanie wiedzy na temat zbrodni nazistowskich i komunistycznych;
- popularyzacja w Polsce i za granicą dorobku naukowców polskich i zagranicznych w zakresie badań nad totalitaryzmami i historią XX wieku;
- inicjowanie, prowadzenie i wspieranie projektów naukowych, badawczych, edukacyjnych oraz akcji społecznych, związanych z historią XX wieku oraz upowszechnianie ich wyników;
- inspirowanie, wspieranie i upowszechnianie zjawisk w kulturze i sztuce nawiązujących do historii i doświadczenia totalitaryzmu w XX wieku.

Aby zrealizować wymienione cele Ośrodek współpracuje z innymi instytucjami oraz ludźmi kultury i nauki w Polsce i za granicą.
Pierwszym ważnym przedsięwzięciem Ośrodka Badań nad Totalitaryzmami im. Witolda Pileckiego jest program Zapisy terroru. Świadectwa przed Główną Komisją Badania Zbrodni Niemieckich/Komisją Ścigania Zbrodni przeciwko Narodowi Polskiemu. Program ten inicjuje utworzenie cyfrowego polsko-angielskiego repozytorium dokumentów historycznych dotyczących zbrodni nazistowskich i komunistycznych.
W sierpniu 2016 Ośrodek uruchomił portal internetowy „Zapisy Terroru”, w którym udostępniane są świadectwa ludności cywilnej okupowanej Europy.

## Patron
Patronem Ośrodka Badań nad Totalitaryzmami jest rotmistrz Witold Pilecki, bohater polskiego podziemia, awansowany pośmiertnie do stopnia pułkownika. Symbol solidarności z ofiarami i tragicznej walki jednostki z dwoma totalitaryzmami: nazistowskim i komunistycznym.

## Wybrane publikacje
- II wojna światowa: historia, która nie chce przeminąć. Dyskusje o polskim doświadczeniu w wieku XX i polityce pamięci, redaktor prowadzący Leszek Zaborowski, Warszawa: Ośrodek Badań nad Totalitaryzmami im. Witolda Pileckiego 2017, ISBN 978-83-948133-2-1.
- Zapisy terroru – Warszawa, koncepcja Anna Gutkowska, Tomasz Stefanek, redaktor prowadzący Leszek Zaborowski, wprowadzenia do rozdziałów Michał Karpowicz, Leszek Zaborowski, Warszawa: Ośrodek Badań nad Totalitaryzmami im. Witolda Pileckiego 2017, ISBN 978-83-948133-0-7.
- Chronicles of terror – Warsaw, concept Anna Gutkowska, Tomasz Stefanek, managing editor Leszek Zaborowski, chapter introductions Michał Karpowicz, Leszek Zaborowski, translators Aleksandra Arumińska, Dominika Gajewska (chapter introductions), Maciej Grabski, Maciej Jaszczyński, Marcin Jurkowicz, Grzegorz Kulesza, Artur Mękarski, Agnieszka Ostaszewska, Justyna Ulaczyk, Maciej Zakrzewski, Warsaw: Witold Pilecki Center for Totalitarian Studies 2017, ISBN 978-83-948133-1-4.